# Парадигмологія
Парадигмологія (морфологічна парадигмологія) — розділ граматики української мови (та інших мов, де наявні синтетичні граматичні форми), який вивчає морфологічні парадигми слів як частин мови. Це вчення про частини мови крізь призму особливостей парадигматики слів. Парадигмологія разом з морфемологією та словотвором становить морфологію, яка своєю чергою разом із синтаксисом становить граматику.
На відміну від традиційного розгляду частин мови як морфологічних класів слів, який за об'єкт вивчення обирає слово, парадигмологія визнає об'єктом свого вивчення парадигму як результат узагальнення за граматичними ознаками конкретних спостережуваних одиниць — словоформ. Завданням дослідника є зведення словоформ у парадигми, моделювання парадигм, дослідження їх як білатеральних сутностей, тобто таких, в яких протиставляються одне одному не лише граматичні форми, а й співвідносні з ними граматичні значення.
Парадигмологія уможливлює не лише об'єктивний опис частин мови, лексико-граматичних розрядів (як парадигматичних схем) в межах частин мови, словозмінних класів (типів відмінювання та дієвідмінювання), а й дозволяє докладніше вивчити явища неповноти, лакунарності в системах форм і значень морфологічних парадигм, диспропорції між формами і значеннями у парадигмах.